# Orquestra Simfònica de la Ciutat de Birmingham
L'Orquestra Simfònica de la Ciutat de Birmingham és una orquestra amb seu a Birmingham, Anglaterra. El seu concert inaugural, dirigit per Edward Elgar, va tenir lloc l'any 1920. La seva directora actual és Mirga Gražinytė-Tyla. Un dels directors que més ha influït en la història de la CBSO és Simon Rattle, que va estar al capdavant de l'orquestra des de l'any 1980 fins al 1998. La formació té una plantilla de 75 músics.